# Terrain d'entente
Pour plus de détails, voir Fiche technique et Distribution.
Terrain d'entente ou Match parfait au Québec (Fever Pitch) est une comédie romantique américaine réalisée par Bobby et Peter Farrelly, sortie en 2005.

## Synopsis
Lindsey, une jeune femme dynamique, pense avoir trouvé la perle rare lorsqu'elle tombe amoureuse de Ben. Ils passent un hiver sans encombre, mais quand les beaux jours arrivent et que la saison de baseball redémarre, Lindsey se rend compte que Ben est un fan absolu de l'équipe des Red Sox de Boston, et son obsession pourrait bien briser leur couple ...

## Fiche technique
- Titre original : Fever Pitch
- Titre français : Terrain d'entente
- Titre québécois : Match parfait
- Réalisation : Bobby et Peter Farrelly
- Scénario : Lowell Ganz et Babaloo Mandel, d'après le roman de Nick Hornby
- Production : Drew Barrymore et Nancy Juvonen
- Musique : Craig Armstrong
- Image : Greg Le Duc et Matthew F. Leonetti
- Montage : Alan Baumgarten (en)
- Dates de sortie :
  -  États-Unis : 8 avril 2005 (première le 6 avril à Boston)
  -  France : 19 octobre 2005

## Distribution
Légende : Version Française (VF) ; Version Québécoise (VQ)
- Drew Barrymore (VF : Laura Préjean ; VQ : Aline Pinsonneault) : Lindsey Meeks
- Jimmy Fallon (VF : Damien Boisseau ; VQ : Patrick Chouinard) : Ben Wrightman
- Jason Spevack : Ben en 1980
- Jack Kehler (VF : Daniel Kenigsberg ; VQ : Hubert Gagnon) : Al
- Scott Severance (VF : Jean-Jacques Nervest) : Artie
- Jessamy Finet (VF : Isabelle Leprince) : Theresa
- Maureen Keiller : Viv
- Lenny Clarke : Oncle Carl
- Ione Skye (VQ : Pascale Montreuil) : Molly
- KaDee Strickland (VQ : Valérie Gagné) : Robin
- Marissa Jaret Winokur (VQ : Christine Séguin) : Sarah
- Evan Helmuth : Troy
- Brandon Craggs : Casey
- Brett Murphy : Ryan
- Isabella Fink : Audrey
- Zen Gesner (VQ : Michel M. Lapointe) : Steve
- Willie Garson (VQ : Patrice Dubois) : Kevin
- Armando Riesco (en) (VQ : Sébastien Delorme) : Gerard
- James Sikking (VQ : Claude Préfontaine) : Doug Meeks
- Johnny Sneed (VQ : Jean-François Beaupré) : Chris

## Sortie et accueil

### Box-office
Le film rencontre un succès commercial modéré, rapportant 50 605 163 $ de recettes mondiales, dont 42 071 069 $ aux États-Unis. 
En France, le long-métrage connaît une sortie technique dans dix salles avec 927 entrées pour sa seule semaine d'exploitation.

## À propos du film
- Le film fut tourné en 2004. Cette année-là, l'équipe des Red Sox de Boston remporte la série mondiale 2004, ce qui était leur première série mondiale depuis 86 ans et leur victoire en 1918.
- Le film est une adaptation du film Carton jaune, réalisé en 1997 avec un scénario de Nick Hornby, l'auteur du roman original. Dans cette version, l'histoire se déroule en Grande-Bretagne et est basée sur la victoire du club de football d'Arsenal dans le championnat d'Angleterre de football 1988-1989.
- Stephen King, le célèbre écrivain, grand supporter des Red Sox dans la vie, fait une apparition dans le film, comme lanceur de la première balle du premier match de la saison.